# Thyridopyralis
Thyridopyralis is een geslacht van vlinders van de familie snuitmotten (Pyralidae), uit de onderfamilie Galleriinae.

## Soorten
- T. gallaerandialis Dyar, 1901
- T. illustrata Dyar, 1920